# 锦囊所城遗址
锦囊所城遗址，位于中国广东省湛江市徐闻县锦和镇城内，为徐闻县的一个县级文物保护单位，类型为古遗址，公布时间为2005年4月29日。
锦囊所城遗址的历史年代为明代，是明代广东都指挥使司锦囊千户所城。